# David Sheppard
Pour les articles homonymes, voir Sheppard.
David Stuart Sheppard, baron Sheppard de Liverpool est un joueur de cricket international anglais devenu évêque de l'Église d'Angleterre né le 6 mars 1929 et décédé le 5 mars 2005. Ce batteur débute avec le Sussex County Cricket Club en 1947 puis avec le Cambridge University Cricket Club en 1950. Il est sélectionné la même année pour la première fois avec l'équipe d'Angleterre et dispute vingt-deux matchs de Test cricket au cours d'une carrière internationale achevée en 1963. Il est ordonné prêtre en 1955, et devient évêque de Woolwich en 1968 puis de Liverpool en 1975.

## Carrière ecclésiastique: formation et premiers postes
David Sheppard entame ses études universitaires en visant la profession de barrister, mais durant son séjour à l'université de Cambridge, il se convertit au contact d'un évangéliste américain, Donald Barnhouse, et entreprend des études de théologie et une formation à la prêtrise au sein du Ridley Hall de l'université. Il est ordonné prêtre en 1955.
Son premier poste est une charge de prêtre assistant (curate) à Islington, puis il sert onze ans au Mayflower Family Centre de Canning Town (Londres) in London. En 1969, il est nommé évêque de Woolwich, qui est un suffragant du diocèse anglican de Southwark.

## Évêque de Liverpool
En 1975, David Sheppard est nommé évêque de Liverpool ; il est alors le plus jeune évêque diocésain jamais nommé au sein de l'Église d'Angleterre. À ce poste, il prend bruyamment le parti des pauvres et des marginaux, quitte à se mettre en position délicate avec les gouvernements conservateurs.

### La collaboration avec Derek Worlock

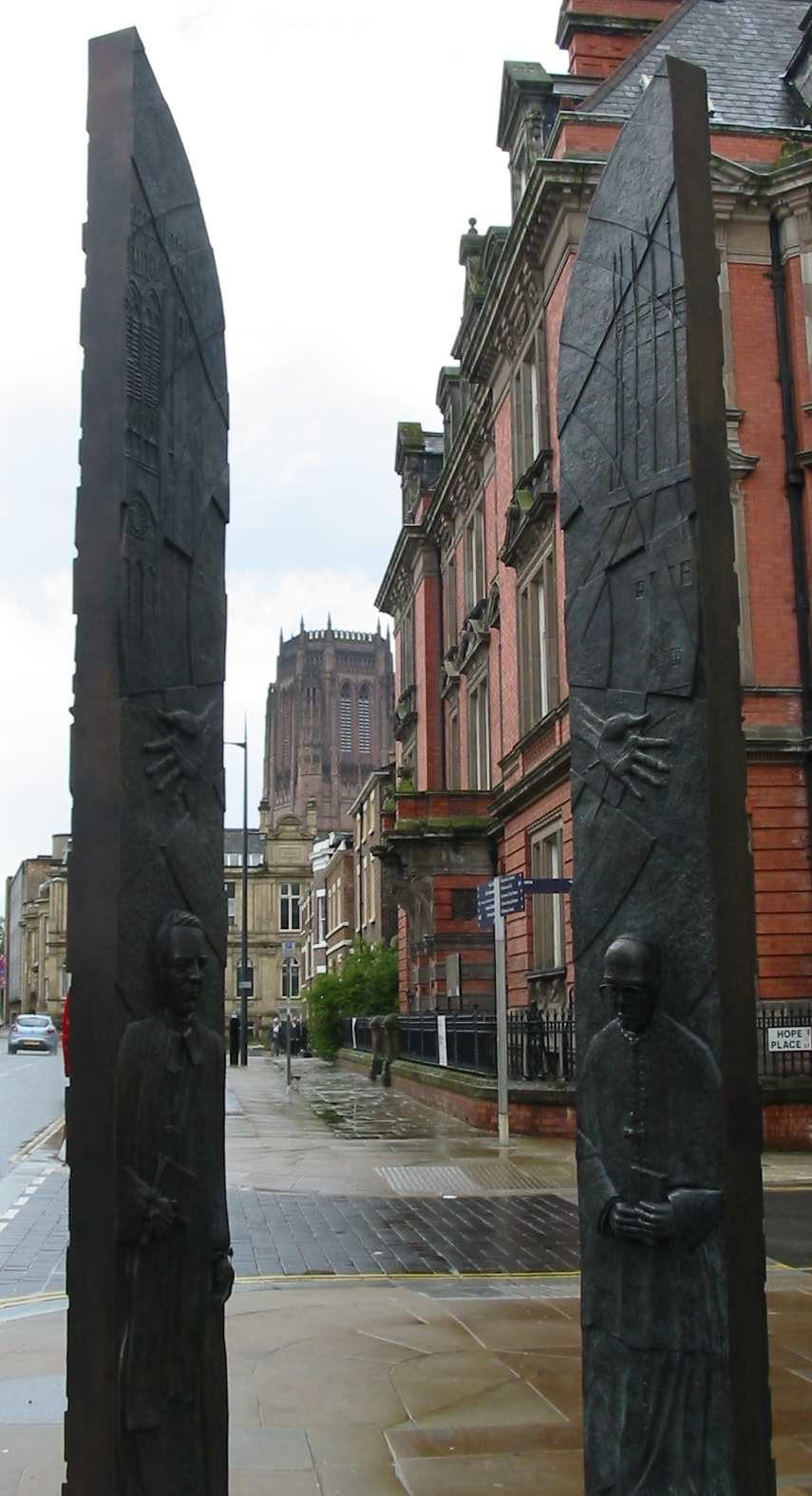
La Sheppard-Worlock Statue

Une des particularités les plus remarquables du mandat de l'évêque Sheppard, anglican de tendance évangélique, est sa collaboration intime avec l'archevêque catholique de Liverpool Derek Worlock pour réconcilier leurs communautés respectives, héritières de 150 ans d'animosité réciproque, et les amener à coopérer. Les deux évêques, qui partagent les mêmes préoccupations sociales, n'hésitent pas à préparer leurs homélies en commun et à les prêcher ensemble. Ils interviennent également ensemble dans les médias. Ils recevront ainsi le sobriquet de fish and chips pour indiquer qu'ils étaient toujours ensemble, et jamais hors des journaux.
Le couronnement de ce travail de réconciliation est la visite du pape Jean-Paul II en 1982, considérée comme un triomphe et le signe éclatant du rapprochement entre les communautés. Le pape participe à la prière dans la cathédrale anglicane avant de célébrer la messe dans la cathédrale métropolitaine,.
La collaboration fructueuse des deux évêques, qualifiée de miracle de la Mersey, este saluée en 2008 par l'érection d'une statue en leur honneur : la Sheppard-Worlock Statue (en). Dans ce monument, érigé à mi-course de la Hope Street qui relie les deux cathédrales, les deux prélats sont représentés face à face sur deux panneaux de bronze évoquant les battants d'une porte ouverte.

### Une forte implication dans les questions sociales
Durant tout son épiscopat à Liverpool, David Sheppard met l'accent sur les problèmes sociaux en milieu urbain : problème  logement, du chômage... En collaboration avec Derek Worlock et d'autres leaders religieux, il n'hésite pas à élever la voix face aux problèmes sociaux créés par les changements radicaux introduits sous la direction de Margaret Thatcher. Il sera notamment un des auteurs du rapport Faith in the City (en) émis par l'Église d'Angleterre, pour critiquer l'appauvrissement matériel et spirituel provoqués par les réformes. Ce rapport sera l'objet d'une polémique avec les cercles gouvernementaux qui n'hésitent pas à parler de « théologie marxiste ».
Un des moments marquants de cette période est une série d'émeutes dans le quartier déshérité de Toxteth, en 1981, déclenchées par une arrestation musclée sur fond de tensions sociales et raciales. David Sheppard lance avec son confrère catholique un appel au calme et à libérer les rues. Ils entreprennent ensuite un large travail de réconciliation, en cherchant à impliquer le gouvernement dans la résolution des difficultés.

## Bilan sportif

### Principales équipes
|                      | Test cricket |
| -------------------- | ------------ |
| Angleterre           | 1950 - 1963  |
|                      | First-class  |
| Sussex               | 1947 - 1962  |
| Cambridge University | 1950 - 1952  |

## Œuvres (en anglais)
- Bias to the Poor, Hodder & Stoughton, 1984, 252 pages  (ISBN 978-0340352779)
- Built as a City: God and the Urban World Today, Hodder & Stoughton, 1989, 512 pages  (ISBN 978-0340194249)
- avec Derek Worlock, Better together: Christian Partnership in a Hurt City, Hodder & Stoughton, 1989, 336 pages  (ISBN 978-0140118018)
- avec Derek Worlock, With Christ in the Wilderness: Following Lent Together, Bible Reading, 1990, 160 pages,  (ISBN 978-0900164842)
- avec Derek Worlock, With Hope in Our Hearts, Hodder & Stoughton, 1995, 122 pages,  (ISBN 978-0340642771)
- Steps Along Hope Street: My Life in London and Liverpool, Hodder & Stoughton Religious, 2002, 256 pages  (ISBN 978-0340861165)

## Sources
- (en) Nécrologie sur le site du Guardian (7 mars 2005)
- (en) Nécrologie sur le site BBC News (6 mars 2005)
- (en) Nécrologie sur le site du Wisden Cricket Monthly